# Uly Balkan
Uly Balkan (Wielki Bałchan; turk.: Uly Balkan gerşi; ros.: хребет Большой Балхан, chriebiet Bolszoj Bałchan) – pasmo górskie w zachodnim Turkmenistanie, oddzielone wyschniętym korytem rzeki Uzboj od leżących na południu gór Kiçi Balkan i zachodniego krańca Kopet-dag. Rozciąga się na długości ok. 70 km. Najwyższy szczyt, Arlan, osiąga 1880 m n.p.m. Pasmo zbudowane głównie z wapieni i piaskowców z okresu jury i kredy. Zbocza północne są strome, natomiast południowe bardziej łagodne i poprzecinane wąwozami. Pasmo porośnięte roślinnością pustynną (do wysokości 800 m n.p.m.), półpustynną i stepową, głównie kserofitami i jałowcami. W zacienionych wąwozach występują krzewy. Niektóre, bardziej płaskie tereny wykorzystywane są pod uprawę. U podnóża gór znajduje się miasto Balkanabat, ośrodek przemysłu naftowego.